# Алеево (Пензенская область)
Алеево — село в Неверкинском районе Пензенской области России. Административный центр и единственный населённый пункт Алеевского сельсовета.

## Этимология
Этимология названия данного населенного пункта происходит от Арабского личного имени Али (в переводе с арабского языка — «высокий, знатный, достойный»), и поскольку большей частью населения селения являются Татары, то логична этимология именно от мусульманского имени. В русском произношении, возможное изначальное название села "Алиево" (видимо по имени основателя селения - Али) видоизменилось до "Алеево" и так стало впоследствии записываться при переписи.

## География
Село находится в юго-восточной части Пензенской области, в пределах Приволжской возвышенности, в лесостепной зоне, на берегах реки Илим, на расстоянии примерно 6 километров (по прямой) к востоку от села Неверкина, административного центра района. Абсолютная высота — 246 метров над уровнем моря.

### Климат
Климат характеризуется как умеренно континентальный, с тёплым летом и умеренно холодной зимой. Средняя температура воздуха самого холодного месяца (января) составляет −13,3 °C —−12,8 °C (абсолютный минимум — −32,5 °С); самого тёплого месяца (июля) — 19,2 °C (абсолютный максимум — 39 °С). Безморозный период длится в среднем 126 дней. Годовое количество атмосферных осадков составляет 527 мм, из которых большая часть выпадает в тёплый период. Снежный покров держится в течение 149 дней.

### Часовой пояс
Село Алеево, как и вся Пензенская область, находится в часовой зоне МСК (московское время). Смещение применяемого времени относительно UTC составляет +3:00.

## Население
| 1750  | 1795  | 1859  | 1911  | 1926  | 1939  | 1959  |
| ----- | ----- | ----- | ----- | ----- | ----- | ----- |
| 696   | ↗844  | ↗923  | ↗1641 | ↘1466 | ↘804  | ↗1096 |
| 1979  | 1996  | 2004  | 2010  | 2012  | 2013  | 2014  |
| ↗1402 | ↘1287 | ↗1330 | ↘1268 | ↘1253 | ↘1230 | ↘1216 |
| 2015  | 2016  | 2017  | 2018  | 2021  |       |       |
| ↘1200 | ↘1182 | ↘1149 | ↘1140 | ↘1081 |       |       |

### Национальный состав
Согласно результатам переписи 2002 года, в национальной структуре населения татары составляли 99 %.

## Религия
В селе есть мечеть